# Elektro-dieseltraktion
Elektro-dieseltraktion (også kendt som "dual-mode" traktion), hvor toget drives enten ved elektricitet som eltraktion, hvor jernbanen er elektrificeret eller eller som dieseltraktion ved dieselgeneratorer, hvor jernbanen ikke er elektrificeret.
(Elektro-dieseltraktion bør ikke forveksles med dieselelektrisk traktion, hvor den eneste kraftkilde er en eller flere dieselmotorer.)
Elektro-dieseltraktion er udviklet til drift i områder som kun er delvist elektrificeret og hvor dieseldrift ikke er ønskværdig på delstrækninger, f.eks. i byområder.
Eksempler på elektro-diesellokomotiver/-togsæt er:
Frankrig:
- Bombardier B 81500 – togsæt i drift siden 2005
- Bombardier B 82500 – togsæt

Norge:
- Type 76 – togsæt i drift siden 2021

Storbritannien:
- British Rail Class 73 strækningslokomotiv

USA:
- General Electric P32AC-DM strækningslokomotiv
- Bombardier ALP-45DP strækningslokomotiv

## Hybridtraktion
En særlig type elektro-diesellokomotiver er hybridlokomotiver, hvor elektriciteten kommer fra batterier, der oplades af dieselgeneratorer.